# Lomographa foedata
Lomographa foedata là một loài bướm đêm trong họ Geometridae.